# Dussmann Group
Die Dussmann Group ist ein deutscher Dienstleister.

## Geschichte
Peter Dussmann (1938–2013) gründete 1963 die Dussmann Heimpflegedienst GmbH, ein Reinigungsunternehmen, in München. In den 1970er und 1980er Jahren kamen neue Dienstleistungen wie Catering, Sicherheitsdienste und Gebäudetechnik hinzu. 1985 übernahm das Unternehmen das Management für sieben Seniorenwohnstifte und gründete damit den Geschäftsbereich Kursana. 1997 wurde in Berlin das Kulturkaufhaus Dussmann eröffnet. Die Dussmann Group erzielte im Jahr 2024 einen Gesamtumsatz von 3,3 Mrd. Euro mit fast 70.000 Mitarbeitern.
Im September 2007 zog sich Peter Dussmann nach 44 Jahren aus dem operativen Geschäft der Dussmann Group zurück. Seine Frau, Catherine von Fürstenberg-Dussmann, übernahm im April 2009 den Aufsichtsratsvorsitz im Dussmann-Konzern. Seit der Umstrukturierung der Konzernspitze zu Beginn des Jahres 2011 ist sie die Vorsitzende des Stiftungsrats, der an die Stelle des Aufsichtsrats getreten ist.

## Geschäftsbereiche

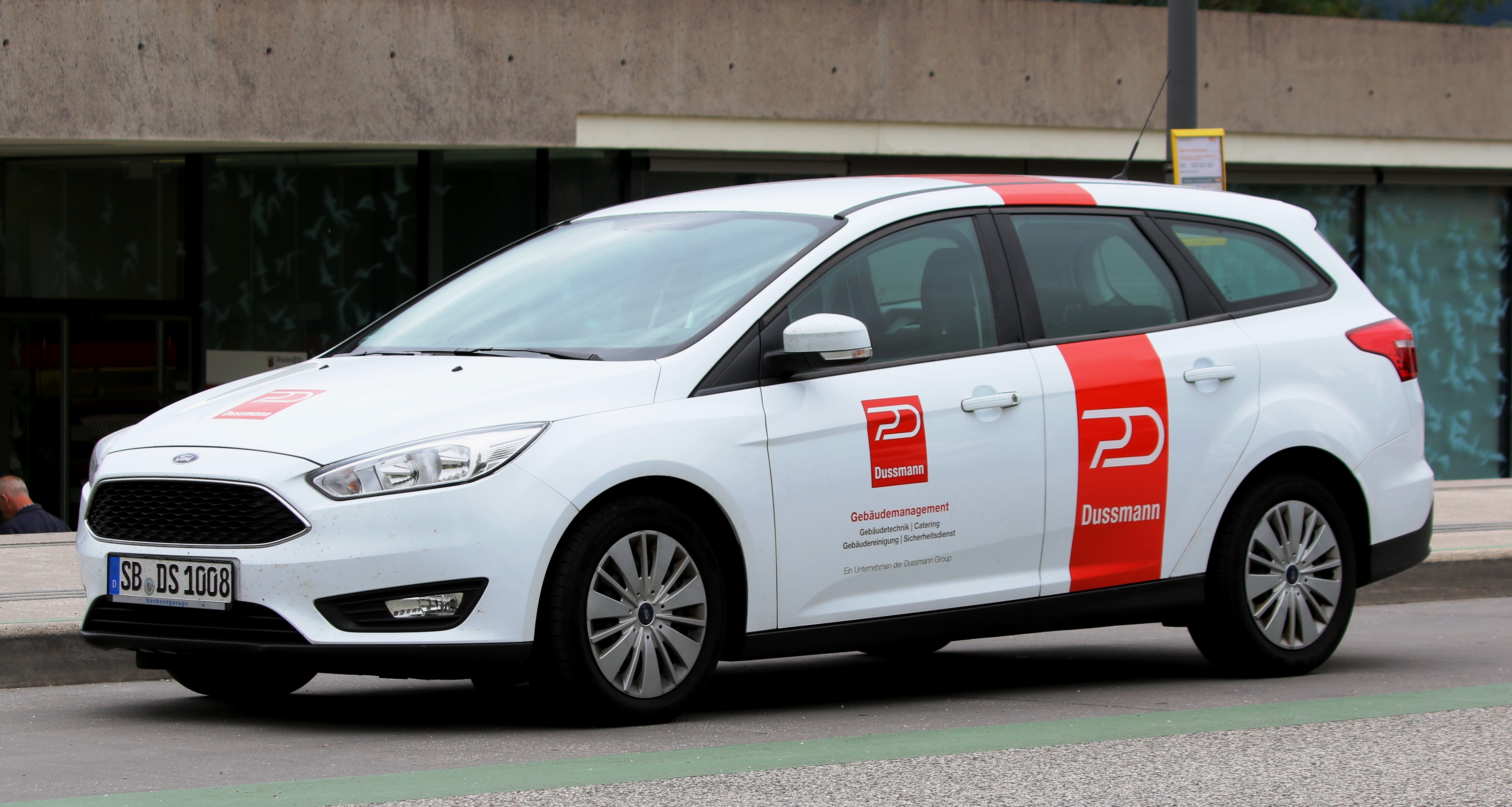
Dienstwagen

### Dussmann
Dussmann umfasst den Leistungsbereich Gebäudedienstleistungen, u. a. mit Gebäudereinigung, Gebäudetechnik, Grün- und Außenanlagepflege, Sicherheitsdienst, sowie den Bereich Food Service, mit der Verpflegung von Schulen, Kitas, Betrieben, Krankenhäusern und Pflegeeinrichtungen. Der Leistungsbereich Technical Solutions vereint Spezialisten für den technischen Anlagenbau. Seit 2013 gehört die Dresdner Kühlanlagenbau (DKA), 1953 als VEB Kühlanlagenbau Dresden gegründet und 1992 als Dresdner Kühlanlagenbau GmbH privatisiert, zu Dussmann. HEBO Aufzugstechnik GmbH wurde 1972 als HEBO Fördertechnik gegründet und ist seit 2016 ein Unternehmen der Dussmann Group. HEBO baut, repariert und modernisiert Aufzugsanlagen. STS, Irland ist ein Anbieter von Projektierung, Installation und Inbetriebnahme von Elektrotechnik und Messtechnik mit Aktivitäten in Europa und im Mittleren Osten. Seit 2018 ist STS ein Unternehmen der Dussmann Group. Im Frühjahr 2021 wurde der Kälte- und Kühlanlagen-Spezialist K.E.D. Kälte- und Klimatechnik GmbH übernommen.
Dussmann ist insgesamt in 21 Ländern tätig und verfügt in Deutschland über 52 Niederlassungen und Stützpunkte. Der Geschäftsbereich Dussmann, der Integriertes Facility Management, Food Services und Technical Solutions vereint, steigerte seinen Umsatz im Jahr 2024 um 8,9 % auf 2,7 Mrd. €.

### Kursana
Die Kursana GmbH der Dussmann Group ist ein Dienstleister im Bereich der Seniorenpflege und -betreuung. Sie entstand 1985 aus der Übernahme des Managements für sechs Seniorenresidenzen und umfasst heute mehr als 100 Seniorenwohn- und Pflegeeinrichtungen für Senioren in Deutschland und Italien.

### KulturKaufhaus

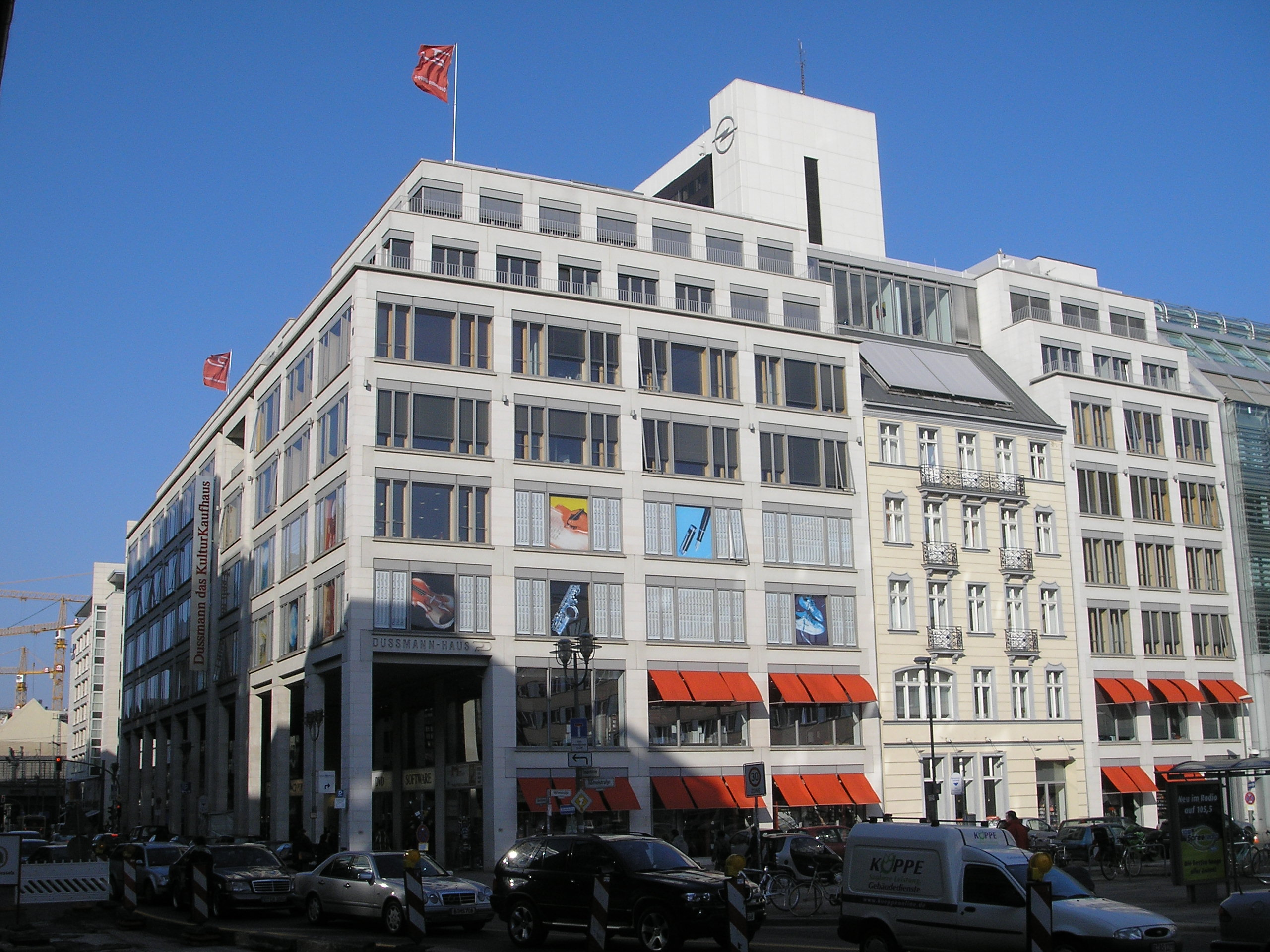
Kulturkaufhaus in Berlin

Das 1997 in Berlin-Mitte, Friedrichstraße, eröffnete KulturKaufhaus bietet auf fünf Stockwerken und 7500 m² Verkaufsfläche Bücher, CDs, DVDs, Hörbücher, Schallplatten und Büromaterialien an.

### KulturKindergarten
Die Dussmann KulturKindergarten gemeinnützige GmbH betreibt deutschlandweit betriebsnahe Kindertagesstätten.

## Stiftungsrat
Im Stiftungsrat sind die Vorsitzende Catherine von Fürstenberg-Dussmann und die Mitglieder Doris Greif, Roland Koch, Rainer Lorz, Dieter W. Haller und Maurice Thompson vertreten.

## Publikationen
- Nadine Beck, Michael Kamp: 50 Jahre Dussmann Group – 50 Ideen für Menschen. Dussmann Stiftung, Berlin 2013, ISBN 978-3-00-041908-9.